# Gravitonas
Гравітонас (англ. Gravitonas) — шведський сінті-поп-гурт, створений 2009 року в Стокгольмі. 2010 року учасники гурту підписали контракт з Universal Music. Солісти гурту — вокаліст Андреас Орн і музичний продюсер і композитор Александр Бард (відомий за виступами в гуртах Army of Lovers, Vacuum, Alcazar, BWO та інших).

## Історія
Дебютний сингл гурту, під назвою Kites вийшов у квітні 2010 року і провів чотири місяці поспіль в Топ 10 шведських танцювальних чартів. На пісню створили ремікси такі електронні проєкти як Dada Life і SoundFactor.
Другий реліз, The Hypnosis EP, вийшов на лейблі Universal Music в цифровому вигляді в більш ніж 70 країнах світу 18 серпня 2010 року. До нього увійшов другий сингл гурту Religious як головна пісня. 
Третій реліз, The Coliseum EP, вийшов у цифровому вигляді 3 листопада 2010 року, до нього входили сингл та відео You Break Me Up. Дебютний альбом Gravitonas планувався до випуску у другому кварталі 2011 року.
Gravitonas швидко стали популярними в скандинавській електронній музиці, їх часто пов'язують з такими артистами, як Robyn, The Knife, The Sound of Arrows і Miike Snow, з якими вони виступали декілька разів. Їх перший американський реліз запланований Universal Music на квітень 2011 року.